# ایزوکسیکام
ایزوکسیکام (انگلیسی: Isoxicam) یک داروی ضد التهابی غیر استروئیدی (NSAID) است که برای کاهش التهاب و به عنوان یک ضد درد در کاهش درد در شرایط خاص مصرف یا استفاده شده است. این دارو در سال ۱۹۸۳ توسط شرکت Warner–Lambert معرفی شد. ایزوکسیکام آنالوگ شیمیایی پیروکسیکام (Feldene) است که به جای حلقه ایزوکسازول دارای حلقه پیریدین است. در سال ۱۹۸۵، ایزوکسیکام به دلیل عوارض جانبی، از جمله سموم نكرولیز اپیدرمی سمی (سندرم لیل) از بازار فرانسه خارج شد. اگرچه این عوارض جانبی جدی فقط در فرانسه مشاهده شد، اما این دارو در سراسر جهان حذف شد.